# Rhizocarpon ridescens
Rhizocarpon ridescens är en lavart som först beskrevs av William Nylander och  som fick sitt nu gällande namn av Alexander Zahlbruckner. 
Rhizocarpon ridescens ingår i släktet Rhizocarpon och familjen Rhizocarpaceae.   Inga underarter finns listade i Catalogue of Life.